# 林功
林 功（はやし いさお）は、長崎県長崎市出身の英語講師、著作家。1998年に留学試験対策専門校LINGO L.L.C.を設立し、現在代表。元筑波大学大学院非常勤講師共通科目担当。

## 人物
長崎県立長崎東高等学校卒業、早稲田大学第一文学部中退。その後、1981年に南イリノイ大学英語学科卒業。1983年、ワシントン大学大学院比較文学修士課程修了。学位：MA in Comparative Literature。
TOEFLの出題内容および傾向の分析が専門。文法解法理論「パワフルコード」を創出。

## 著書
- TOEFL®TEST頻出英単語 1900（ベレ出版、2025）
- TOEFL iBT®テストリーディング設問タイプ別解答術（語研、2024）
- TOEFL iBT®テスト リーディング頻出問題対策ゼミ（DHC、2019）
- 全問正解するTOEFL ITP TEST文法問題対策（語研、2012）
- 改訂新版 TOEFL Test 必修英単語 5600 CD BOOK（ベレ出版、2011）
- TOEFL Test ITP 文法問題対策満点マニュアル（南雲堂フェニックス、2007）
- TOEFL iBT 頻出英単語 1700（ベレ出版、2006）
- 続アメリカの中学教科書で英語を学ぶ（ベレ出版、2004）
- アメリカの中学教科書で英語を学ぶ（ベレ出版、2003）
- TOEFL Test 英文法徹底対策（ベレ出版、2002）
- TOEFL Test 必修英単語 5000（ベレ出版、2001）
- TOEFL Test 問題と徹底対策（ベレ出版、319頁、2000

## 共著
- ETS公認ガイド TOEFL iBT第5版 CD-ROM版: 日本語版監訳（マグロウヒルエデュケーション、2020）
- TOEFL(R)TEST必ず☆でる単スピードマスター (Jリサーチ出版、2018）
- IELTS必須英単語4400 (ベレ出版、2016)
- ETS公認ガイド TOEFL iBT第4版 CD-ROM版: 日本語版監訳（マグロウヒルエデュケーション、2013）
- ETS公認ガイド 新TOEFL iBT改訂版 CD-ROM版: 日本語版監訳（マグロウヒルエデュケーション、2010）
- 英語の出し入れ実践トレーニング（ベレ出版、2009）
- ETS公認ガイド 新TOEFL iBT CD-ROM版: 日本語版監訳（マグロウヒルエデュケーション、2008）
- ETS公認ガイド 新TOEFL iBT: 日本語版監訳（マグロウヒルエデュケーション、2005）
- ロングマンパーフェクトパックTOEFL Test iBT：日本語手引書（ピアソンエデュケーション/桐原書店、2005）
- ロングマン実力養成パック TOEFL Test CBT：日本語手引書（ピアソンエデュケーション、2002）
- ロングマン完全パックTOEFL Test CBT：日本語手引書（ピアソンエデュケーション、2001）
- ロングマン完全パックTOEIC Test 上級編: 日本語解説書（ピアソンエデュケーション、2001）
- ロングマン完全パックTOEIC Test 入門編：日本語解説書（ピアソンエデュケーション、2001）

## 英字新聞連載
- 林功の『みんなの留学実現!』新TOEFLスコアアップ（毎日ウィークリー, 2006/4～2008/3）